# Station Neetzendorf
Station Neetzendorf (Haltepunkt Neetzendorf) is een spoorwegstation in de Duitse plaats Neetzendorf in de deelstaat Nedersaksen. Het station ligt aan de spoorlijn Wittenberge - Jesteburg. 

## Indeling
Het station is een typisch voorbeeld van een station van de laagste categorie 7. In tegenstelling tot de andere stations langs deze spoorlijn is station Neetzendorf in 2014 opgeknapt. Het beschikt over een nieuw perron, welke niet bestraat is maar heeft wel verlichting en een abri. Het station is te bereiken via de straat Hohe Eichen. 

## Verbindingen
Het station wordt alleen door treinen van erixx bedient. De volgende treinserie doet het station Neetzendorf aan:
| Serie | Treinsoort           | Route                                                | Bijzonderheden                           |
| ----- | -------------------- | ---------------------------------------------------- | ---------------------------------------- |
| RB 32 | Regionalbahn (Erixx) | Lüneburg – Dahlenburg – Neetzendorf – Dannenberg Ost | Wendlandbahn Rijdt eenmaal per drie uur. |